# George Coulouris
George Coulouris (Manchester, 1 oktober 1903 - Londen, 25 april 1989) was een Engels film- en toneelacteur, die gespecialiseerd was in het vertolken van de rol van slechteriken en hiermee zowel succes had in zijn geboorteland als in de Verenigde Staten.

## Biografie
Hij was de zoon van een Griekse vader en een Engelse moeder. Hij kreeg les aan de Manchester Grammar School. Op zijn twintigste verliet hij zijn ouders, waarna hij eerst als ober werkte op een lijnschip en later studeerde aan de Central School of Speech and Drama te Londen. Hij maakte zijn toneeldebuut in 1925 in de Old Vic, naast Charles Laughton in Henry V. In 1929 ging hij naar Broadway, waar hij voor het grootste deel van de jaren dertig bleef. In 1933 maakte hij zijn eerste Hollywoodfilm, Christopher Bean.
Mid-jaren dertig ontmoette hij Orson Welles. In 1937 werd hij lid van Welles' Mercury Theatre. Dat jaar speelde hij de rol van Marcus Antonius in Shakespeares Julius Caesar, die door het theatergezelschap in een modern jasje gestoken was. Toen Welles naar Hollywood vertrok, ging Coulouris mee. Hij speelde in Welles' debuutfilm, Citizen Kane de rol van bankier Walter Parks Thatcher, de voogd van de jonge Kane. Voor zijn rol kreeg hij van de National Board of Review de prijs voor beste acteur. In latere jaren werd hij in films vaker gecast in de rol van slechte of gewiekste personages.
Gedurende de jaren veertig speelde hij veelvuldig in films en toneelstukken. Voor Watch on the Rhine kreeg hij in 1944 een Oscarnominatie. Rond 1950 keerde hij weer terug naar Engeland, waar hij naast verscheidene films en televisieprogramma's voornamelijk in toneelstukken optrad, waaronder An Enemy for the People van Henrik Ibsen, The Plough and the Stars van Sean O'Casey, The Dance of Death van August Strindberg en Big Daddy in Tennessee Williams' Cat on a Hot Tin Roof.
Latere filmrollen waren onder andere in de Doctor in the House-reeks, Papillon (1973) en Murder on the Orient Express (1974). Hij bleef actief tot in de jaren tachtig, maar in latere jaren werd hij tegengewerkt door de ziekte van Parkinson. Hij stierf op 85-jarige leeftijd aan hartstilstand.
Coulouris was tweemaal getrouwd, met Louise Franklin van 1930 tot haar dood in 1976 en met Elizabeth Donaldson van 1977 tot zijn dood in 1989. Met Louise Franklin had hij twee kinderen, George Franklin (geboren 1937) en Mary Louise Coulouris (1939).

## Filmografie (selectie)
- Christopher Bean (1933)
- Citizen Kane (1941)
- For Whom the Bell Tolls (1943)
- Watch on the Rhine (1944)
- Mr. Skeffington (1944)
- Confidential Agent (1945)
- A Song to Remember (1945)
- The Verdict (1946)
- Doctor in the House (1954)
- Doctor at Sea (1955)
- Blood from the Mummy's Tomb (1971)
- Papillon (1973)
- Murder on the Oriënt Express (1974)
- L'Anticristo (1974)